# Bountiful
Bountiful is een plaats (city) in de Amerikaanse staat Utah, en valt bestuurlijk gezien onder Davis County.

## Demografie
Bij de volkstelling in 2000 werd het aantal inwoners vastgesteld op 41.301.
In 2006 is het aantal inwoners door het United States Census Bureau geschat op 41.161, een daling van 140 (-0,3%).

## Geografie
Volgens het United States Census Bureau beslaat de plaats een oppervlakte van
34,9 km², geheel bestaande uit land.

## Geboren
- James Reilly (1948-2008), soapschrijver
- Jake Gibb (1976), beachvolleyballer

## Plaatsen in de nabije omgeving
De onderstaande figuur toont nabijgelegen plaatsen in een straal van 12 km rond Bountiful.